# Vladimirsko-Suzdaljska Kneževina
Vladimirsko-Suzdaljska Kneževina (rus. Владимиро-Суздальское княжество, ukr. Володимиро-Суздальське князівство); (1157. – 1328.); je sjeveroistočna staroruska kneževina na čijem je čelu bila dinastija Rurik. Kneževina je smještena u današnjem šumovitom predjelu zapadne Rusije, točnije Vladimirskoj oblasti, koja se prethodno imenovala Zalešje. Od 10. do 12. stoljeća, zemlje Vladimir-Suzdalja su se nalazile u sklopu Rostovske i Suzdaljske kneževine koje su bile pod kontrolom kijevskog kneza u sklopu Kijevske Rusi.
U 12. stoljeću, zemlje su objedinjene pod knezom Andrejom Bogoljupskim, koji je 1157. preselio svoje središte u obližnji sjeveroistočni grad Vladimir. Godine 1169. nakon sukoba s prijestolnicom Kijevske Rusi odnosno vladarima grada Kijeva, sebe je proglasio velikim knezom Vladimir-Suzdalja. Od 13. do 14. stoljeća ta je titula predstavljala najveći autoritet u sjeveroistočnim zemljama bivše Kijevske Rusi.

## Gubitak autonomije
Godine 1238. Vladimirsko-Suzdaljsku Kneževinu zauzeli su Mongoli koji su od nje napravili vazalsku zemlju. Isključivo uz poslušnost mongolskim vladarima, staroruski kneževi tog podneblja mogli su imati manji stupanj autonomije te su uskoro dobili i priznanje mongolskih vladara da su oni sljednici Kijevske Rusi među ostalim staroruskim kneževima koji na zapadu u Galičko-Volinjskoj kneževini nisu bili pod kontrolom Mongola.
Godine 1328. vladimirsko-suzdaljski knez Ivan Kalita prenosi svoje središte iz grada Vladimira u Moskvu te se ista godina smatra početkom formiranja Velike kneževine Moskve. Grad Vladimir je i dalje ostao simboličnim središtem novostvorene kneževine sve do 1432. kada Moskva počinje imati sve veći značaj i utjecaj u širem okruženju istočne Europe, a utjecaj Mongola postepeno nestaje.
No do oslobađanja od mongolske vlasti ruske su kneževine prošlo je dugo. Da bi ih više međusobno zavadili, Mongoli su Moskovljanima udijelili povlasticu (jarljik) kojom su bili znatno povlašteni u odnosu na ine ruske kneževine. Očekivana zavist i zavada je izostala. Rusi su se još više zbili oko Moskovljana, a bitkom na rijeci Voži 1378. kohezirani Rusi oko Moskovske Kneževine postigli su prvu veliku pobjedu nad mongolskom Zlatnom Hordom.

## Vanjske poveznice
- Владимиро-Суздальское княжество (rus.)
- Vladimir-Suzdal museum (eng.)  Arhivirana inačica izvorne stranice od 9. prosinca 2006. (Wayback Machine)